# Hear Ye, Israel
Hear Ye, Israel war ein Stummfilm in den USA von 1915.

## Hintergründe
Der Regisseur Sidney M. Goldin drehte diesen Stummfilm nach dem dreiaktigen Theaterstück von Jakob Gordin Shma Yisroel, das Bezug nimmt zum wichtigsten jüdischen Gebet Schma Jisrael.
Die Produktionsleitung hatte Boris Tomashefsky, der auch als Darsteller mitwirkte, ebenso wahrscheinlich weitere Schauspieler seines jiddischen National Theatre in New York. Er hatte dieses Drama bereits am 8. Oktober 1907 in New York aufgeführt.
Es ist keine Kopie des Films feststellbar.